# 호세 마누엘 후라도
호세 마누엘 후라도 마린(스페인어: José Manuel Jurado Marín, 1986년 6월 29일 ~ )는 스페인의 전 축구 선수이다. 현역 시절 포지션은 공격형 미드필더였다.

## 클럽 경력
레알 마드리드 CF의 유스팀 출신으로, 후라도는 하비 가르시아와 더불어 레알 마드리드 카스티야의 주축 선수 중에 하나였다. 그는 2005년 10월 29일, 레알 베티스와의 원정 경기에서 2-0으로 승리하며 1군 데뷔를 치렀다. 데뷔 경기, 그 시즌 UEFA 챔피언스리그의 올림피아코스 FC전 경기를 포함하여 총 5경기에 출장했다.
2006년 8월 4일, 후라도는 도시 라이벌 아틀레티코 마드리드와 €3M의 이적료로 4년 계약을 맺으며 소속팀을 옮겼다. 이전의 알바로 아르벨로아의 경우처럼, 레알은 후라도의 계약에 "특수 제안"을 하였고, 이 제안으로 2007-08시즌 종료 후 €6M으로 복귀시킬 수 있도록 계약하였다.
2006-07시즌 막시 로드리게스와 마르틴 페트로프의 중상 덕에 33경기의 출장기회를 가졌다. 후라도는 다음 시즌 적은 출장을 하였고, 2008년 7월 RCD 마요르카로 임대되었다. 2008-09시즌 이 발레아레스 제도에 위치한 클럽에서 팀 득점 2위로 마감하는 놀라운 성과를 거둔 후라도는 아틀레티코로 돌아왔다.
2009년 11월 10일, 후라도는 아틀레티코와 2013년까지 연장 계약을 하였고, 2013년 여름에 계약이 만료되도록 하였다. 그는 같은 날 저녁 6-0으로 승리한 코파 델 레이의 첫 경기 UD 마르베야전에서 골을 넣으며 재계약을 자축하였다.
시즌 동안, 후라도, 논란의 여지가 없는 아틀레티코 주전으로써 공식 경기에 더 많은 출장을 하였고, 64번을 출장하였다. 그는 2자릿수의 골을 넣으며, 팀의 코파 델 레이와 UEFA 유로파리그 결승행을 견인하였다.
후라도는 2010-11 시즌을 FC 인테르나치오날레 밀라노와의 UEFA 슈퍼컵 경기에 8분 출장하였다. 같은 해 8월 30일, 그는 4-0으로 승리한 스포르팅 히혼전에서도 골을 넣었다. 하지만, 이적시장 마지막 날인 다음 날, 그는 1천3백만 유로의 가격에 독일 분데스리가의 FC 샬케 04로 이적하였고, 레알 시절의 동료 라울 곤살레스와 재회하였다.
2010년 12월 4일, 그는 홈에서 2-0으로 승리한 FC 바이에른 뮌헨전에서 샬케에서의 첫골을 넣었다. 바로 다음 경기 그는 SL 벤피카와의 2010-11 챔피언스리그 B조 6라운드 경기에서 라울이 가슴 트래핑으로 떨군 공을 접수하여 득점하였다. 팀은 2-1로 승리하여 조 1위로 16강에 진출하였다. 밀라노와의 8강전 2차전에서도 출전하여 선제골을 어시스트하며, 팀의 2-1 승리 (합계 7-3)에서도 공헌하였다.

## 국제대회 경력
후라도는 스페인의 U-16, U-17, U-19, U-21팀에서 활동했으며 2003년 FIFA U-17 월드컵과 2009년 UEFA U-21 유럽 선수권 대회에도 출전하였다.

## 수상
아틀레티코 마드리드
- UEFA 인터토토컵: 2007
- UEFA 유로파리그: 2009-10
- UEFA 슈퍼컵: 2010
- 코파 델 레이 준우승: 2009-10

FC 샬케 04
- DFB-포칼: 2010-11
- DFL-슈퍼컵: 2011